# Lysippus (cràter)
Lysippus és un cràter d'impacte en el planeta Mercuri de 155 km de diàmetre. Porta el nom de l'escultor de l'antiga Grècia Lísip (segle iv aC), i el seu nom va ser aprovat per la Unió Astronòmica Internacional el 1976.